# Јукитака Оми
Јукитака Оми (јап. 小見 幸隆; Токио, 15. децембар 1952) бивши је јапански фудбалер.

## Каријера
Током каријере је играо за Јомиури.

## Репрезентација
За репрезентацију Јапана дебитовао је 1978. године. За тај тим је одиграо 6 утакмица.

## Статистика
| Јапан  | Јапан   | Јапан  |
| Година | Наступи | Голови |
| ------ | ------- | ------ |
| 1978.  | 1       | 0      |
| 1979.  | 0       | 0      |
| 1980.  | 5       | 0      |
| Укупно | 6       | 0      |